# بنشوف
بنشوف (به چکی: Benešov) (به آلمانی: Beneschau) شهری است در جمهوری چک که در ۴۰ کیلومتری جنوب شرقی پراگ واقع شده‌است.
بنشوف در شهرستان بنشوف از استان بوهم مرکزی قرار دارد و کاخ کونوپیشته و کوه بلانیک در نزدیکی آن واقع شده‌اند.
شهر بنشوف در سال ۲۰۰۵ میلادی ۱۶٬۲۰۸ نفر جمعیت داشت.

## پیشینه
محل بنشوف از سده یازدهم مسکونی شد و باور بر این است که نخستین ساکنان آن در سال ۱۰۵۰ میلادی در زمان دودمان پژمیسلید به تپه‌های کارلوو آمدند. یادداشتی مربوط به سده ۱۷ نشان می‌دهد که در سال ۱۰۷۰ بنشوو دارای کلیسا بوده‌است. اما نخستین باری که نام این شهر در نوشتارها یاد شده مربوط به سال ۱۲۲۶ است، و در این دوره، لردهای بنشوف مالکیت این روستا را در اختیار داشتند.
«توبیاس فون بنشاف»، سرپرست پراگ و عموی اسقف فقید پراگ، «توبیاس فون بچین»، در سال ۱۲۴۶ صومعه‌ای کوچک در بنشوف برپا کرد. این دو، در سال ۱۳۰۰ از این محل رفتند و این املاک به لرد «فون اشترنبرگ» فروخته شد، که نشان شهر بنشوف هنوز هم همان نشان خانوادگی او است.
هوسی‌ها در سال ۱۴۲۰ شهر بنشوو که در آن زمان بیشتر ساکنانش را آلمانی‌ها تشکیل می‌دادند تصرف کرده و سوزاندند.
بنشوف پس از سال ۱۸۰۳ به عنوان یکی از کانون‌های باززایی ملی بوهمی‌های اسلاوتبار رو به رونق گذاشت.
این شهر پس از ۱۹۴۵ با برپایی کارخانه ماشین‌سازی و صنایع غذایی در آن، به سرعت پله‌های صنعتی شدن را پیمود.